# آن كارلسون
آن كارلسون (بالإنجليزية: Ann Carlson)‏ هي مصممة رقص وفنانة أمريكية، ولدت في 21 أكتوبر 1954 في بارك ريدج في الولايات المتحدة.